# Hermanas de la Caridad de San Vicente de Paúl de Paderborn
La Congregación de Hermanas de la Caridad de San Vicente de Paúl de Paderborn (oficialmente en latín: Congregatio Sororum Caritatis Paderbornensis) es un congregación religiosa católica femenina, de vida apostólica y de derecho pontificio, fundada en 1841 por el obispo alemán Friedrich Klemens von Ledebur, en Paderborn. A las religiosas de este instituto se les conoce como Hermanas de la Caridad de Paderborn o simplemente como vicentinas de Paderborn. Sus miembros posponen a sus nombres las siglas O.S.V.v.P.

## Historia

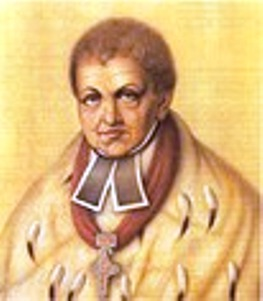
Friedrich Klemens von Ledebur (1770-1841), fundador del instituto.

La congregación fue fundada en Paderborn, Alemania, en 1841, por el arzobispo Friedrich Klemens von Ledebur de la arquidiócesis homónima, para el servicio del hospital de la ciudad. Las primeras religiosas se formaron con las Hermanas de la Caridad de Estrasburgo y para 1855, el instituto contaba con más de cien religiosas.
El instituto de Paderborn recibió la aprobación como congregación religiosa de derecho diocesano en 1841, de parte del mismo fundador. El papa Pío IX elevó el instituto a congregación religiosa de derecho pontificio, mediante decretum laudis del 14 de septiembre de 1872.
De tres casas de esta congregación, que se encontraban en la diócesis de Hildesheim, se formó una congregación independiente en 1857, con el nombre de Hermanas de la Caridad de San Vicente de Paúl de Hildesheim.

## Organización
La Congregación de Hermanas de la Caridad de San Vicente de Paúl de Paderborn es un instituto religioso de derecho pontificio y centralizado, cuyo gobierno es ejercido por una superiora general. Es miembro de la Federación de Hermanas Vicencianas de Estrasburgo y de la Familia vicenciana. La sede central se encuentra en Paderborn (Alemania).
Las vicentinas de Paderborn se dedican a la atención de los ancianos, discapacitados mentales y enfermos. En 2017, el instituto contaba con 229 religiosas y 10 comunidades, presentes en Alemania, Corea del Sur e India.